# Nishizō Tsukahara
Nishizō Tsukahara (塚原 二四三?, Tsukahara Nishizō, talvolta accreditato come Nishiō o Fushizō; Prefettura di Yamanashi, 3 aprile 1887 – Fuchū, 10 gennaio 1966) è stato un ammiraglio giapponese, attivo durante la seconda guerra mondiale.
Si arruolò nella marina imperiale nel 1908 e dopo alcuni anni di servizio su unità di seconda linea frequentò e completò il Corso B del Collegio navale tra la fine del 1914 e la metà del 1915, venendo poi assegnato al personale del 1º Distretto navale. Tra 1918 e 1920 seguì il Corso A, completando la propria formazione di ufficiale di stato maggiore. Promosso capitano di corvetta, nella prima metà degli anni venti lavorò presso diversi stati maggiori (di entità amministrative così come di unità da guerra) e fece inoltre esperienze con l'Unità aerea basata a Yokosuka; nel 1925-1926 viaggiò in Europa e Stati Uniti e tornato in patria ricoprì un'altra serie di incarichi burocratici fino al 1928, quando divenne capitano di vascello e comandante dell'incrociatore leggero Oi. Attendente del plenipotenziario giapponese alla conferenza di Ginevra del 1932, assunse in seguito il comando della portaerei Akagi e dal 1933 al 1937 diresse l'Ufficio amministrazione del Comando aereo navale. Divenuto contrammiraglio, fu posto a capo di diversi reparti aerei alla fine degli anni trenta: viceammiraglio alla fine del 1939, il 1º settembre 1941 fu nominato comandante dell'11ª Flotta aerea.
Subito dopo l'attacco di Pearl Harbor, Tsukahara coordinò gli attacchi dell'11ª Flotta aerea in tutto il Sud-est asiatico; i suoi piloti annientarono l'aviazione statunitense nelle Filippine in un paio di giorni e affondarono le corazzate britanniche HMS Prince of Wales e HMS Repulse. Dopo la disfatta a Midway, l'11ª Flotta aerea fu trasferita nel Pacifico sud-occidentale per coordinarsi con l'8ª Flotta e respingere gli americani, sbarcati il 7 agosto 1942 su Guadalcanal. Tsukahara fu dunque uno dei comandanti nipponici protagonisti delle varie offensive aeronavali giapponesi tra agosto e novembre; a dicembre fu rimpatriato per urgenti cure mediche, poiché aveva contratto la malaria. Tsukahara non ebbe più, da allora, alcun comando operativo.
Fino ai primi mesi del 1944 fu direttore del Comando aereo navale e in seguito fu vicecapo dello stato maggiore generale della marina. Fu promosso ad ammiraglio nel maggio 1945. A metà ottobre, l'Impero giapponese già arresosi, Tsukahara si dimise dalla marina e non riprese più la vita militare. Morì nel 1966.

## Biografia

### I primi anni in marina
Nishizō Tsukahara nacque nella prefettura di Yamanashi il 3 aprile 1887. Entrato nell'Accademia navale di Etajima, fece parte della 36ª classe e si diplomò il 21 novembre 1908, ventesimo su 191 allievi. Con il brevetto di aspirante guardiamarina s'imbarcò sull'incrociatore protetto Soya e il 2 agosto 1909 passò a bordo dell'incrociatore corazzato Iwate; pochi mesi dopo, il 1º dicembre, fu trasferito alla corazzata costiera Okinoshima: mentre prestava servizio sull'unità, gli fu riconosciuta la qualifica di guardiamarina il 15 gennaio 1910. Dal 1º dicembre di quell'anno frequentò il Corso base alla Scuola d'artiglieria navale e dal 20 aprile il Corso base alla Scuola siluristi. Completati gli studi, il 4 agosto fu assegnato alla nave da battaglia Shikishima sulla quale ricevette la promozione a sottotenente di vascello il 1º dicembre. Esattamente un anno più tardi tornò a terra come membro del Corpo marinai di Sasebo; poco dopo, il 24 maggio 1913, entrò nell'equipaggio della torpediniera Yudachi. Destinato all'incrociatore protetto Aso il 23 marzo 1914, fu nominato tenente di vascello il 1º dicembre di quell'anno e iniziò a seguire il Corso B del Collegio navale (18ª classe), l'istituzione della marina imperiale giapponese che si occupava di formare ufficiali di stato maggiore. Il 26 maggio 1915, terminato con successo il percorso, passò a frequentare il Corso di specializzazione per studenti che concluse prima della fine dell'anno; il 13 dicembre entrò nell'equipaggio del cacciatorpediniere Umikaze rimanendovi per alcuni mesi, quindi il 24 aprile 1916 fu spostato a bordo della nave di collegamento Mogami come ufficiale di rotta. Stesso ruolo ricoprì dal 1º dicembre sulla nave officina Kanto. Posto in attesa il 15 maggio 1917, Tsukahara riprese il servizio attivo dal 9 giugno come membro del 1º Distretto navale con quartier generale a Yokosuka e due mesi più tardi ritornò in mare quale ufficiale di rotta dell'incrociatore protetto Chitose. Il 9 novembre 1918 fu trasferito sulla nave da battaglia Ibuki per sostituire il suo ufficiale di rotta fino al 1º dicembre, quando cominciò a seguire il Corso A al Collegio navale.

### Gli anni venti e trenta
Dopo due anni di studi, Tsukahara passò il Corso A, fu promosso capitano di corvetta e assegnato allo stato maggiore della 2ª Flotta per una prima esperienza in questo genere d'ufficio. Il 25 febbraio 1921 fu destinato all'Unità aerea di stanza a Yokosuka, dove prestò servizio per due mesi; il 30 aprile fu spostato al Distretto navale di Yokosuka, in particolare all'Ufficio degli Affari navali dipendente dal Ministero della marina. Il 6 luglio ricevette nuovi ordini che lo assegnarono per la seconda volta all'Unità aerea di Yokosuka e contemporaneamente allo stato maggiore del Centro d'addestramento aereo temporaneo. Tornato all'Ufficio degli Affari navali nel 1º Distretto navale il 1º aprile 1922, già il 15 aprile ebbe un parallelo incarico allo stato maggiore del Comando navale d'istruzione. Il 1º dicembre di quell'anno fu trasferito allo stato maggiore generale della marina: durante il servizio, fu portato al grado di capitano di fregata (1º dicembre 1924). Il 1º aprile 1925 fu ufficialmente riassegnato al Distretto navale di Yokosuka ma non vi rimase, poiché condusse un viaggio in Europa e Stati Uniti per quasi tutto l'anno. Una volta tornato in Giappone, s'imbarcò sulla portaerei leggera Hosho come vicecomandante il 15 gennaio 1926, maturandovi conoscenze nell'aviazione navale. Dal 15 marzo 1927 rimase a disposizione sia dello stato maggiore generale, sia del Ministero della marina, che il 5 aprile lo destinarono al personale dello stato maggiore dell'Ufficio istruzione dipendente dal Comando aereo navale. Trasferito il 1º dicembre allo stato maggiore dell'Ufficio amministrazione, fece nuovamente parte anche dello stato maggiore dell'Ufficio degli Affari navali: mantenne questo doppio ruolo fino al 30 novembre 1928, data alla quale fu promosso capitano di vascello e posto al comando dell'incrociatore leggero Oi.
Dal 1º dicembre 1930 fu ancora attendente sia allo stato maggiore generale, sia al Ministero della marina, per un anno circa. Il 9 dicembre 1931 fu scelto quale attendente del plenipotenziario giapponese alla conferenza di Ginevra del 1932 sulle limitazioni negli armamenti navali; tornato in patria, Tsukahara fu nominato il 28 novembre 1932 Capo dell'Ufficio amministrazione dell'Arsenale aereo. Il 20 ottobre 1933 divenne comandante della portaerei Akagi e dal 1º novembre servì come Capo dell'Ufficio amministrazione dipendente dal Comando aereo navale: un anno più tardi, il 15 novembre 1935, fu elevato al rango di contrammiraglio. Rimase ancora a lungo a dirigere l'ufficio, fino al 1º dicembre 1937, quando fu trasferito dapprima alla testa del 2º Squadrone aereo e subito dopo (il 15 dicembre) divenne comandante della 2ª Unità aerea combinata; un anno più tardi esatto assunse il comando della 1ª Unità aerea combinata, rivolta all'addestramento. Il 19 ottobre 1939 riprese il posto di attendente presso lo stato maggiore generale della marina.

### La seconda guerra mondiale
Divenuto viceammiraglio il 15 novembre 1939, Tsukahara fu destinato il 15 aprile 1940 a comandare il Distretto di guardia di Chinkai, entità amministrativa e base navale con forze leggere per il controllo delle acque della Corea (all'epoca colonia giapponese).
Il 1º settembre 1941, nel quadro dell'organizzazione dell'espansione nel Sud-est asiatico con l'obiettivo finale di occupare le Indie orientali olandesi, a Tsukahara fu affidato il comando dell'11ª Flotta aerea, formata da gran parte della componente aerea della marina con base a terra: contava la 21ª e la 23ª Flottiglia aerea, stanziate a Formosa (la prima con due piccoli reparti di paracadutisti), e la 22ª Flottiglia aerea di base nell'Indocina meridionale; disponeva inoltre della 34ª Divisione cacciatorpediniere (Akikaze, Tachikaze, Hakaze), di tre trasporti, tre navi appoggio idrovolanti e due petroliere. L'11ª Flotta aerea del viceammiraglio Tsukahara aveva la responsabilità delle operazioni contro le Filippine e le Indie olandesi, nonché di fornire adeguata copertura aerea ai convogli d'invasione. In particolare per l'attacco alle prime, Tsukahara decise di non adoperare la piccola portaerei Ryujo e mise a punto un meticoloso programma d'addestramento che permise, entro la fine di novembre, di contenere i consumi di carburante dei velivoli, soprattutto dei caccia Mitsubishi A6M "Zero" (calato da 100 litri/ora a 80 litri/ora). L'8 dicembre 1941, a poche ore dall'avvenuto attacco di Pearl Harbor, l'11ª Flotta aerea colpì duramente l'aviazione statunitense nelle Filippine distruggendo ottantasei tra ricognitori, caccia e bombardieri al prezzo di sette Zero. Il 10 dicembre i piloti della 22ª Flottiglia si resero protagonisti dell'affondamento della Prince of Wales e della Repulse, le uniche due grandi unità navali del Regno Unito nell'Oceano Pacifico.
Nei primi mesi del 1942 Tsukahara continuò a dirigere con successo le incursioni dell'11ª Flotta aerea, che spazzarono via l'opposizione avversaria. A fine maggio, dopo l'incursione aerea su Tokyo del 18 aprile e la battaglia del Mar dei Coralli (4-8 maggio), i vertici della Marina imperiale pianificarono un complesso attacco all'atollo di Midway per attirare le portaerei della United States Navy e distruggerle in una battaglia definitiva. Il viceammiraglio Tsukahara ebbe il compito di impedire qualsiasi movimento navale statunitense a ovest di Midway e condurre ricognizioni nelle acque circostanti l'atollo. Al suo comando si trovavano la 24ª Flottiglia, il 1º Gruppo aereo e il 24º Gruppo aereo, un complesso di settantadue caccia, ottantadue tra bombardieri e aerosiluranti, ventiquattro idrovolanti suddivisi tra le basi più orientali delle isole Marshall. Egli però, a causa della lontananza geografica, non ebbe in pratica alcuna parte nella battaglia, scoppiata a inizio giugno e conclusasi con una grave sconfitta giapponese.
Il 7 agosto la 1ª Divisione Marine sbarcò sull'isola di Guadalcanal, dando inizio a una difficile campagna. Il viceammiraglio Tsukahara trasferì il proprio quartier generale a Rabaul, per cui la gestione delle operazioni fu presto divisa tra l'11ª Flotta aerea e l'8ª Flotta del viceammiraglio Gun'ichi Mikawa stanziata nella stessa base, a detrimento di efficienza e rapidità. Tsukahara partecipò all'incerta battaglia delle Salomone Orientali (23-25 agosto) con circa 100 velivoli disponibili e comandando anche l'8ª Flotta, poiché più anziano di Mikawa. Di fatto solo la 25ª Flottiglia, dei reparti al comando di Tsukahara, fu coinvolta nei combattimenti e nei frequenti bombardamenti dell'aeroporto di Guadalcanal; a fine ottobre, provata dalle perdite, fu rimpiazzata dalla 21ª e 22ª Flottiglia, distaccate dalle Marshall e dalle Marianne. Le condizioni di salute del viceammiraglio Tsukahara erano peggiorate nel corso della campagna ed egli soffriva di dissenteria, malaria e dengue, tanto che dovette lasciare il comando dell'11ª Flotta aerea al parigrado Jin'ichi Kusaka. Il 1º ottobre fu informato che stato messo a riposo e alle dipendenze dello stato maggiore generale; rimpatriato e ricoverato, il 1º dicembre gli fu notificata la nomina a comandante dell'aviazione di marina.

### Ultimi anni e morte
Tornato in forze, Tsukahara esercitò attivamente l'incarico assegnatogli, mantenendolo a lungo. Il 1º marzo 1944 divenne Consigliere navale, fu nominato vicecapo anziano allo stato maggiore generale e gli fu riconfermato il posto di comandante alla testa del servizio aeronautico; il 29 luglio gli fu tolta la seconda qualifica. Il 15 settembre assunse il posto di comandante in capo del 1º Distretto navale (Yokosuka) ed entrò a far parte del Comitato degli ammiragli. Il 1º maggio 1945 lasciò queste posizioni per riprendere il posto di Consigliere navale. La guerra era ormai perduta e Tsukahara non aveva più ricoperto un comando al fronte, tuttavia il 15 maggio ricevette la promozione ad ammiraglio. Pochi mesi dopo, il 15 agosto, il Giappone si arrese agli Alleati e il 15 ottobre Tsukahara rassegnò le proprie dimissioni dalla distrutta marina imperiale. Ritiratosi a vita privata, morì a Fuchū il 10 gennaio 1966, all'età di 78 anni.

## Onorificenze
Dati tratti da: